# Бегларян, Карен Рачикович
Карен Рачикович Бегларян (24 марта 1975) — российский футболист, полузащитник.

## Карьера
Начинал свою карьеру в клубе «Авангард-Кортэк» из Коломны. Затем он перешел в астраханский «Волгарь-Газпром». В 1997 году Бегларян выступал в армянской Высшей лиги за «Двин». Вернувшись в Россию, хавбек долгое время играл в команде второго дивизиона «Мосэнерго». Завершал свою карьеру в подмосковных любительских коллективах.